# Далмаций Младший
Флавий Далма́ций (лат. Flavius Dalmatius), более известный как Далмаций Младший, — римский император с титулом цезаря в 335-337 годах.

## Биография
Далмаций Младший был старшим сыном Далмация Старшего. Родился он в Толозе (совр. Тулуза). Далмация и его брата Ганнибалиана Младшего обучал оратор Экзуперий. 18 сентября 335 года Константин I Великий сделал Далмация цезарем и дал ему в управление Фракию, Македонию и Ахею. Он считал Далмация Младшего и его брата Ганнибалиана Младшего своими наследниками наравне с тремя своими сыновьями (Константином II, Констанцием II и Константом). Однако в 337 году, сразу после смерти Константина, Констанций II первым успел прибыть в Константинополь и стать участником дворцового заговора, цель которого заключалась в том, чтобы передать власть только сыновьям Константина. Было убито множество родственников Константина, а в их числе Далмаций Младший и его брат.
Сумели спастись только Галл и Юлиан, сыновья Юлия Констанция, одного из единокровных братьев Константина.